# Sarima elongata
Sarima elongata är en insektsart som beskrevs av Melichar 1903. Sarima elongata ingår i släktet Sarima och familjen sköldstritar. Inga underarter finns listade i Catalogue of Life.